# Arboretum d'Élan
El Arboreto d'Élan (en francés: Arboretum d'Élan) es un arboreto, creado por la « Office national des forêts» "ONF" en Élan, Francia.

## Localización
Ubicado en la "forêt domaniale d'Elan" junto a una fuente (cuencas en sucesión) y una pequeña capilla en un claro a la orilla del bosque.
Arboretum d'Élan, Élan, Département de Ardennes, Champagne-Ardenne, France-Francia.
Planos y vistas satelitales, 49°39′22″N 4°45′16″E / 49.65611, 4.75444
Es visitable todo el año sin cargo.

## Historia
La "Abadía de Élan", es una abadía cisterciense flanqueada por cuatro torres, fundada por el conde de Rethel en 1148.
Los trabajos de marquetería son de madera de castaño de finales del siglo XVI, a comienzos del siglo XVII son notables, ya que tiene la forma de un barco invertido (techo con forma de quilla, obra de Philibert Delorme).
Fue construida por los monjes cistercienses que en su momento más álgido llegaron a vivir 200 en la abadía cuyo ático fue utilizado como dormitorio de los monjes.
El edificio se encuentra registrado como Monumento Histótico "MH" en 1946.
El arboreto fue establecido por la « Office national des forêts» "ONF" (Oficina nacional de los bosques), cerca de la "Chapelle Saint-Roger", una capilla del siglo XVIII construida en honor al fundador de la abadía de Élan Abbey.

## Colecciones botánicas
Situado en el bosque « forêt domaniale d'Elan» alrededor del sitio de la capilla de "Saint Roger" San Rogelio, este arboreto del "ONF" nos permite observar árboles maduros de hayas, aceres, nogales, magnolias, carpes, y arbustos como... saúco y sorbus.
Hay paneles explicativos que nos ayudan a reconocer mejor y a entender estas especies.